# Прапроче при Гросупљем
Прапроче при Гросупљем (словен. Praproče pri Grosupljem, у старијим изворима Прапрече) насеље источно од Гросупља у општини Гросупље, централна Словенија, покрајина Долењска. Општина припада регији Средишња Словенија.
Налази се на надморској висини 333,4 м, површине 1,14 км². Приликом пописа становништва 2002. године насеље је имало 48 становника.

## Познати Прапрочани
- Луј Адамич (1896—1951), америчко-словеначки књижевник